# Le Silence des églises
Pour plus de détails, voir Fiche technique et Distribution.
Le Silence des églises est un téléfilm dramatique français réalisé par Edwin Baily, diffusé en 2013.
Il a été récompensé du prix du meilleur scénario, du prix du public de la meilleure fiction et du prix de la meilleure musique originale au Festival des créations télévisuelles de Luchon en février 2013.

## Synopsis
Gabriel, un jeune père de famille sans problèmes apparents, se retrouve tout à coup confronté à un souvenir douloureux qu'il avait enfoui dans son subconscient. Chanteur dans une chorale dans son enfance, il avait été abusé sexuellement par un prêtre, l'abbé Vincey, qu'il retrouve sur sa route. D'abord résolu à se venger violemment, il va faire le cheminement qui le mènera à porter plainte et à témoigner au procès de cet homme d'église charismatique que la hiérarchie religieuse a jusque-là protégé,.

## Fiche technique
- Titre : Le Silence des églises
- Réalisation : Edwin Baily
- Scénario : Thierry Debroux
- Musique : Stéphane Moucha
- Voix : Les Pastoureaux
- Production : Sophie Révil, Denis Carot, Arnaud de Battice et Yves Swennen
- Sociétés de production : Escazal Films, A-T Production et RTBF
- Société de distribution : France 2
- Format : couleur
- Genre : drame
- Durée : 90 minutes
- Date de diffusion :
  -  France : 10 avril 2013 sur France 2

## Distribution
- Robin Renucci : le père André Vincey
- Robinson Stévenin : Gabriel Goffin, adulte
- Florian Vigilante : Gabriel Goffin, enfant
- Astrid Whettnall : Sophie Goffin, la mère de Gabriel
- Sandrine Blancke : Mlle Simart, la prof de dessin du collège
- Baptiste Mazuel : Romain Goffin, le fils de Gabriel
- Bernard Eylenbosch : le père Daubresse
- Éric De Staercke : Monseigneur Peyrac
- Gallian Cassart : Thomas
- Flora Thomas : Anna, ex-femme de Gabriel
- Isaac Van Dessel : Denis Pourveur
- Bruno Georis : le père de Denis
- Fabienne Loriaux : la mère de Denis

## Distinctions

### Récompenses
Festival des créations télévisuelles de Luchon 2013 :
- Prix du meilleur scénario
- Prix du public de la meilleure fiction
- Prix de la meilleure musique originale

## Production

### Scénario
Le scénario s'inspire de faits réels sur l'affaire Pierre Pican du nom de l'évêque condamné en 2001 à de la prison avec sursis pour non-dénonciation des crimes de l’abbé René Bissey, un prêtre pédophile de son diocèse.
La ville de Binche qui se trouve dans le film a été le lieu d'actes similaires donnant lieu à une enquête de justice[réf. nécessaire].

### Tournage

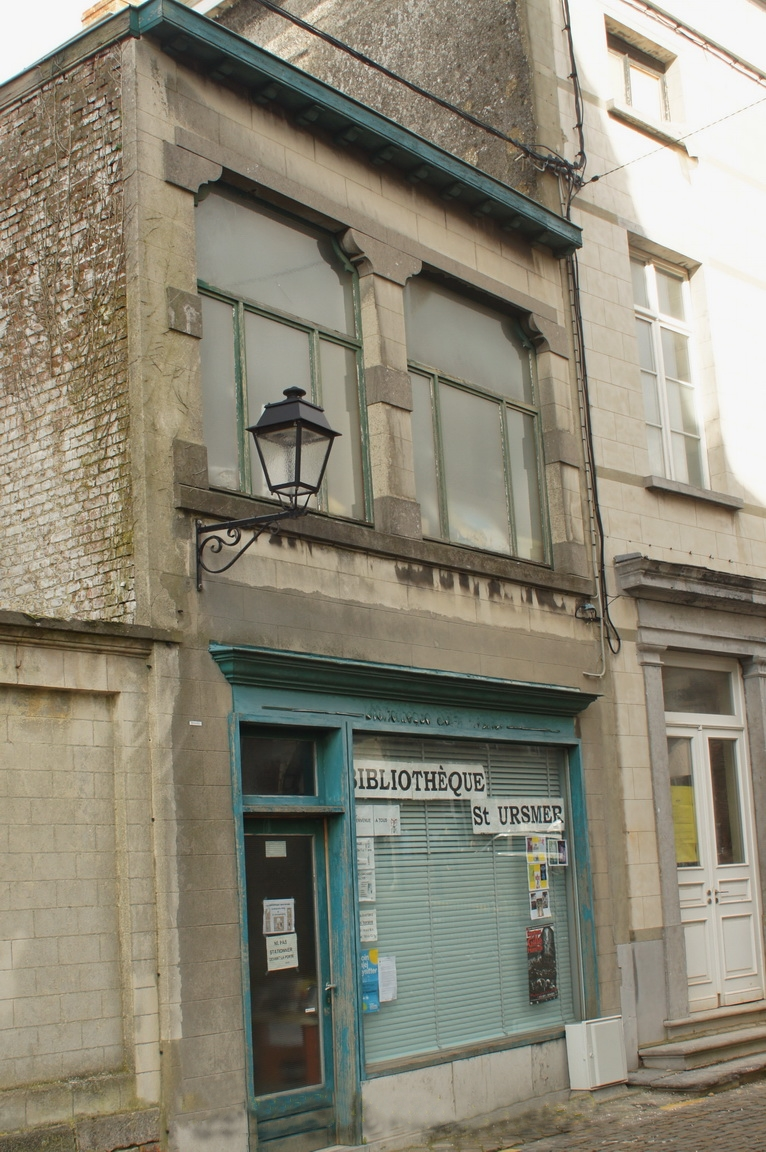
Bibliothèque « Saint-Ursmer » à Binche.

Les scènes de ce téléfilm ont été en partie tournées à Binche dans la province de Hainaut en Belgique. La bibliothèque « Saint-Ursmer » que l'on voit à plusieurs reprises au début du téléfilm, de la rue Haute, du presbytère du doyen, se trouve juste en face de l'église collégiale Saint-Ursmer de Binche, à deux pas de la Grand-Place de Binche.
Les scènes se déroulant au collège « Saint-Pancrace » dans le téléfilm ont été tournées dans l'enceinte du collège Saint-Augustin, à Enghien, dans la province de Hainaut.

### Musique
La pièce musicale répétée tout le long du film par la chorale et présentée au concert est Panis Angelicus, extrait de la Messe à trois voix op. 12 de César Franck. Elle est interprétée par le chœur de garçons belge Les Pastoureaux.